# Liste der Biografien/Sanj
Liste der Biografien |
Portal Biografien |
Personensuche
# |
A |
B |
C |
D |
E |
F |
G |
H |
I |
J |
K |
L |
M |
N |
O |
P |
Q |
R |
S |
T |
U |
V |
W |
X |
Y |
Z |
?
 
Sa |
Sb |
Sc |
Sd |
Se |
Sf |
Sg |
Sh |
Si |
Sj |
Sk |
Sl |
Sm |
Sn |
So |
Sp |
Sq |
Sr |
Ss |
St |
Su |
Sv |
Sw |
Sy |
Sz
 
Saa |
Sab |
Sac |
Sad |
Sae |
Saf |
Sag |
Sah |
Sai |
Saj |
Sak |
Sal |
Sam |
San |
Sao |
Sap |
Saq |
Sar |
Sas |
Sat |
Sau |
Sav |
Saw |
Sax |
Say |
Saz
 
Sana |
Sanb |
Sanc |
Sand |
Sane |
Sanf |
Sang |
Sanh |
Sani |
Sanj |
Sank |
Sanl |
Sanm |
Sann |
Sano |
Sanp |
Sanq |
Sanr |
Sans |
Sant |
Sanu |
Sanv |
Sanw |
Sany |
Sanz
Die Liste der Biografien führt alle Personen auf, die in der deutschsprachigen Wikipedia einen Artikel haben. Dieses ist eine Teilliste mit 15 Einträgen von Personen, deren Namen mit den Buchstaben „Sanj“ beginnt.

## Sanj

### Sanja
- Sanjairag, Anthonio (* 2002), schwedisch-thailändischer Fußballspieler

### Sanje
- Sanjeeth, S. (* 1988), indischer Badmintonspieler
- Sanjeewani, Anushka (* 1990), sri-lankische Cricketspielerin

### Sanji
- Sanjinés, Jorge (* 1936), bolivianischer Filmregisseur
- Sanjivayya, Damodaram (1921–1972), indischer Politiker

### Sanjo
- Sanjō (976–1017), 67. Kaiser von Japan (1011–1016)
- Sanjō no kata (1521–1570), Zweitfrau Takeda Shingens
- Sanjō, Sanetomi (1837–1891), japanischer Adliger, Politiker und Interimspremier der frühen Meiji-Zeit
- Sanjōnishi, Sanetaka (1455–1537), japanischer Dichter
- Sanjosé, Àxel (* 1960), deutsch-katalanischer Lyriker

### Sanjr
- Sanjrani, Sadiq (* 1978), pakistanischer Politiker

### Sanju
- Sanjuán, Pedro (1886–1976), spanischer Komponist und Dirigent
- Sanjurjo, José (1872–1936), spanischer MilitärJosé Sanjurjo (1872–1936)

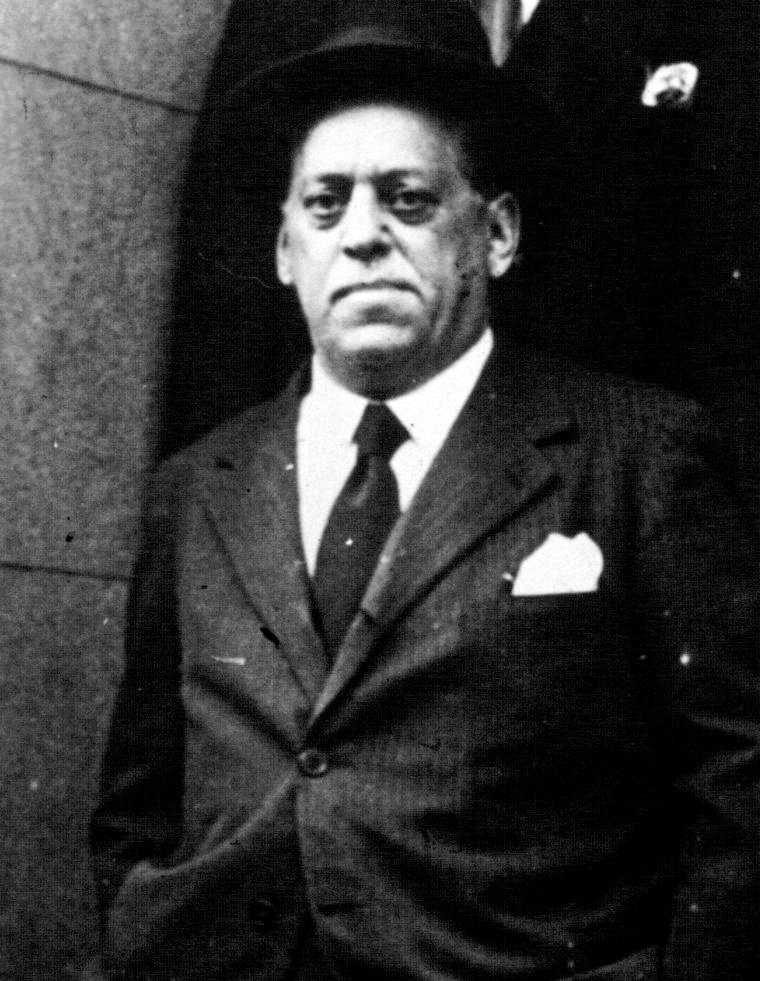
José Sanjurjo (1872–1936)

- Sanjust, Filippo (1925–1992), italienischer Regisseur, Bühnen- und Kostümbildner
- Sanjust, Gianni (1934–2020), italienischer Jazzmusiker (Klarinette, Komposition)